# 鼎湖后蕊苣苔
鼎湖后蕊苣苔（学名：Opithandra dinghushanensis）为苦苣苔科后蕊苣苔属下的一个种。

## 扩展阅读
- 維基物種上的相關：鼎湖后蕊苣苔